# Poggio-di-Nazza
Pour les articles homonymes, voir Poggio.
Poggio di Nazza est une commune française située dans la circonscription départementale de la Haute-Corse et le territoire de la collectivité de Corse. Elle appartient à l'ancienne piève de Castello.

## Géographie
La commune de Poggio-di-Nazza est située dans la partie nord de la microrégion du Fiumorbu, à l'ouest de la plaine orientale. Elle est adossée à un chaînon montagneux d'orientation nord - sud culminant à 2042 mètres (Punta di a Cappella), et s'étend sur 12 kilomètres d'ouest en est, jusqu'au fleuve Fiumorbo. Le point culminant de la commune est proche du sommet de la Punta di Taoria, à 1720 mètres d'altitude.
Comme dans la plupart des communes de la région, le village est situé en hauteur, sur un petit promontoire permettant une belle vue sur la plaine — le nom corse poghju, comme son équivalent italien poggio, qui a donné son nom à la commune, signifie d'ailleurs « monticule ». De part et d'autre du village, deux ruisseaux affluents du Fiumorbo, le Saltaruccio et le Varagno, creusent des vallons profonds et difficilement accessibles.
La partie haute de la commune, y compris le village, est incluse dans le parc naturel régional de Corse.

### Lieux dits et hameaux
- a Piazza (« la place », le centre du village)
- a Foata, au-dessous de la Piazza, sur la route qui part vers Lugo-di-Nazza
- u Suartu, sur le chemin de la chapelle Saint-Antoine
- Pisticcialina, au-dessus du village
- l'Altana, à deux kilomètres du village sur la route de la forêt (D 44 A, embranchement sur la route d'Isolaccio au col d'Aghja Franca)
- l'Aghjola (partie, le hameau principal dépend d'Isolaccio-di-Fiumorbo)
- u Vangone à deux kilomètres du village
- Arghina [1]

### Communes limitrophes
Cinq communes entourent Poggio-di-Nazza.

### Communications
Le village est relié à la plaine par la route départementale 244, qui met la RT 10 (ex-RN 198) (rond-point de Migliacciaro) à 15 kilomètres de Poggio. Une route transversale (D 44) relie Poggio à Lugo-di-Nazza au nord et à Isolaccio-di-Fiumorbo au sud, selon un itinéraire qui aurait été celui d'une route romaine.

## Urbanisme

### Typologie
Au 1er janvier 2024, Poggio-di-Nazza est catégorisée commune rurale à habitat dispersé, selon la nouvelle grille communale de densité à sept niveaux définie par l'Insee en 2022.
Elle est située hors unité urbaine et hors attraction des villes,.

### Occupation des sols
L'occupation des sols de la commune, telle qu'elle ressort de la base de données européenne d’occupation biophysique des sols Corine Land Cover (CLC), est marquée par l'importance des forêts et milieux semi-naturels (91,6 % en 2018), une proportion sensiblement équivalente à celle de 1990 (91,2 %). La répartition détaillée en 2018 est la suivante : 
forêts (75,8 %), milieux à végétation arbustive et/ou herbacée (11,2 %), espaces ouverts, sans ou avec peu de végétation (4,6 %), zones agricoles hétérogènes (4,3 %), cultures permanentes (4,1 %). L'évolution de l’occupation des sols de la commune et de ses infrastructures peut être observée sur les différentes représentations cartographiques du territoire : la carte de Cassini (XVIIIe siècle), la carte d'état-major (1820-1866) et les cartes ou photos aériennes de l'IGN pour la période actuelle (1950 à aujourd'hui).

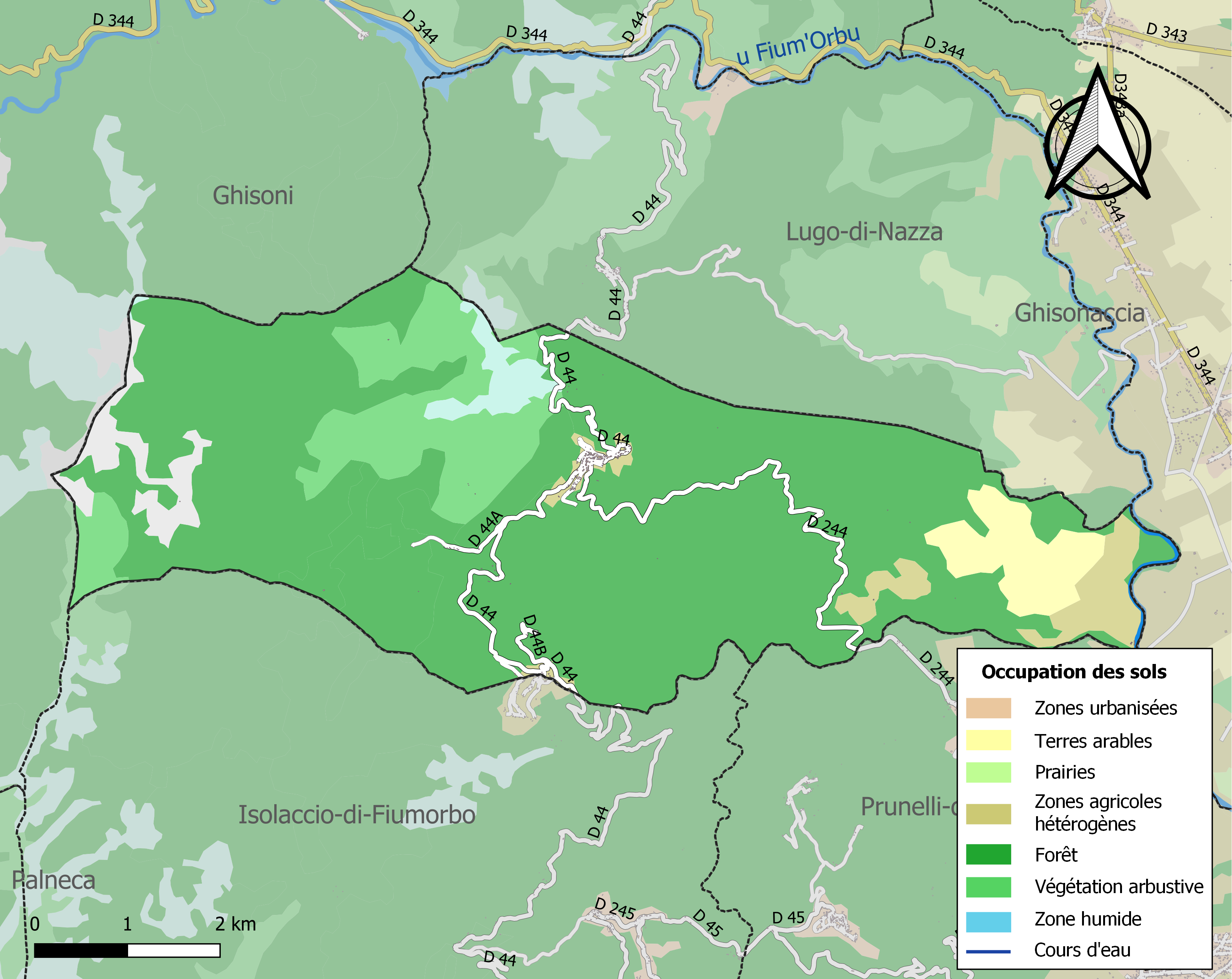
Carte des infrastructures et de l'occupation des sols de la commune en 2018 (CLC).

## Histoire

### Moyen Âge
En 1267, le seigneur de Poggio-di-Nazza s'allie avec les seigneurs Cinarchesi.

### Époque contemporaine
Durant l'organisation des premiers réseaux de résistance en 1942 par la mission secrète Pearl Harbour, Toussaint Griffi est venu retrouver sa famille pour se faire oublier des investigations de l'Ovra. Il était arrivé clandestinement par le sous-marin Casabianca le 14 décembre 1942 dans la baie de Topiti (région de Piana) avec son cousin, le radio Pierre Griffi, Laurent Préziosi et leur chef de mission Roger de Saule. Pierre Griffi sera malheureusement arrêté, atrocement torturé, sans avoir parlé, et fusillé le 18 août 1943 par les troupes fascistes. Il avait pu transmettre au préalable 99 messages dont certains très importants pour préparer le débarquement des troupes françaises. La Corse fut le 1er département français totalement libérée le 4 octobre 1943.
Anecdote
Du fait d'une ancienne revendication territoriale des administrés de ce village sur tous les hiboux que comptait l'île, les habitants sont surnommés i ciocci pughjesi, les « hiboux poggiolais ».

## Politique et administration

### Liste des maires
| Période                                  | Période   | Identité          | Étiquette | Qualité                                                                   |
| ---------------------------------------- | --------- | ----------------- | --------- | ------------------------------------------------------------------------- |
| mars 2008                                | En cours  | Jean-Noël Guidici | DVD       | Exploitant agricole                                                       |
| 1995                                     | mars 2008 | Francis Guidici   | UDF       | Exploitant agricole, conseiller général, maire de Ghisonaccia depuis 2008 |
| Les données manquantes sont à compléter. |           |                   |           |                                                                           |

## Démographie
L'évolution du nombre d'habitants est connue à travers les recensements de la population effectués dans la commune depuis 1800. Pour les communes de moins de 10 000 habitants, une enquête de recensement portant sur toute la population est réalisée tous les cinq ans, les populations de référence des années intermédiaires étant quant à elles estimées par interpolation ou extrapolation. Pour la commune, le premier recensement exhaustif entrant dans le cadre du nouveau dispositif a été réalisé en 2005.

En 2022, la commune comptait 186 habitants, en évolution de +3,33 % par rapport à 2016 (Haute-Corse : +5,15 %, France hors Mayotte : +2,11 %).
| 1800 | 1806 | 1821 | 1831 | 1836 | 1841 | 1846 | 1851 | 1856 |
| ---- | ---- | ---- | ---- | ---- | ---- | ---- | ---- | ---- |
| 518  | 505  | 587  | 589  | 736  | 754  | 939  | 930  | 840  |

| 1861 | 1866 | 1872 | 1876 | 1881 | 1886 | 1891  | 1896 | 1901  |
| ---- | ---- | ---- | ---- | ---- | ---- | ----- | ---- | ----- |
| 824  | 858  | 883  | 950  | 885  | 900  | 1 005 | 877  | 1 156 |

| 1906 | 1911 | 1921 | 1926 | 1931 | 1936 | 1946 | 1954 | 1962 |
| ---- | ---- | ---- | ---- | ---- | ---- | ---- | ---- | ---- |
| 943  | 933  | 893  | 907  | 853  | 802  | 539  | 559  | 322  |

| 1968 | 1975 | 1982 | 1990 | 1999 | 2005 | 2006 | 2010 | 2015 |
| ---- | ---- | ---- | ---- | ---- | ---- | ---- | ---- | ---- |
| 305  | 288  | 224  | 165  | 185  | 175  | 176  | 186  | 183  |

| 2020 | 2022 | - | - | - | - | - | - | - |
| ---- | ---- | - | - | - | - | - | - | - |
| 183  | 186  | - | - | - | - | - | - | - |

## Lieux et monuments remarquables
- Tout le centre du vieux village, entièrement restauré, depuis la place de la Mairie jusqu'aux anciens lavoirs et fours à pain.
- L'église Saint-Pierre-et-Saint-André, au centre du village : de style roman, sa décoration intérieure a été refaite par un artiste local ; on y trouve aussi un crucifix de saint Damien, icône du XIIe siècle, d'inspiration syriaque.
- La chapelle Saint-Antoine, dans la forêt à trois kilomètres du village, où tous les 13 juin les habitants vont en pèlerinage.
- Le site du Trou du Diable, sur le Varagnu, où une chute d'eau entre deux vasques crée un tourbillon spectaculaire mais dangereux (un mort par noyade en juin 2008).
- La route de la forêt, au départ d'Altana, et dont les embranchements parcourent la forêt domaniale de Pietra-Piana jusqu'au voisinage des plus hauts sommets (non carrossables sauf véhicules spéciaux).
- La source ou fontaine de Pinzelli, sous les crêtes, tout en haut de la forêt.

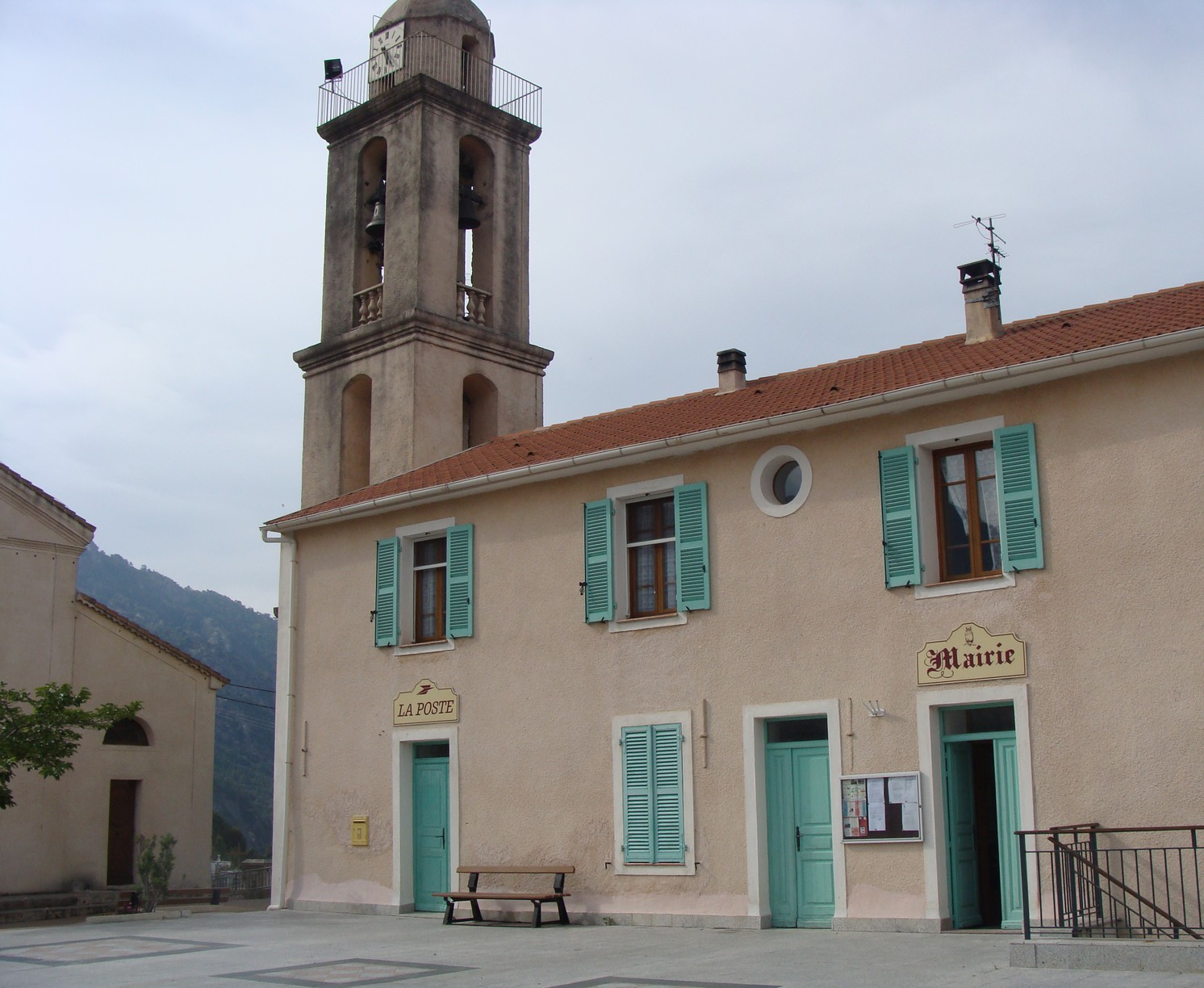
La place de la Mairie.
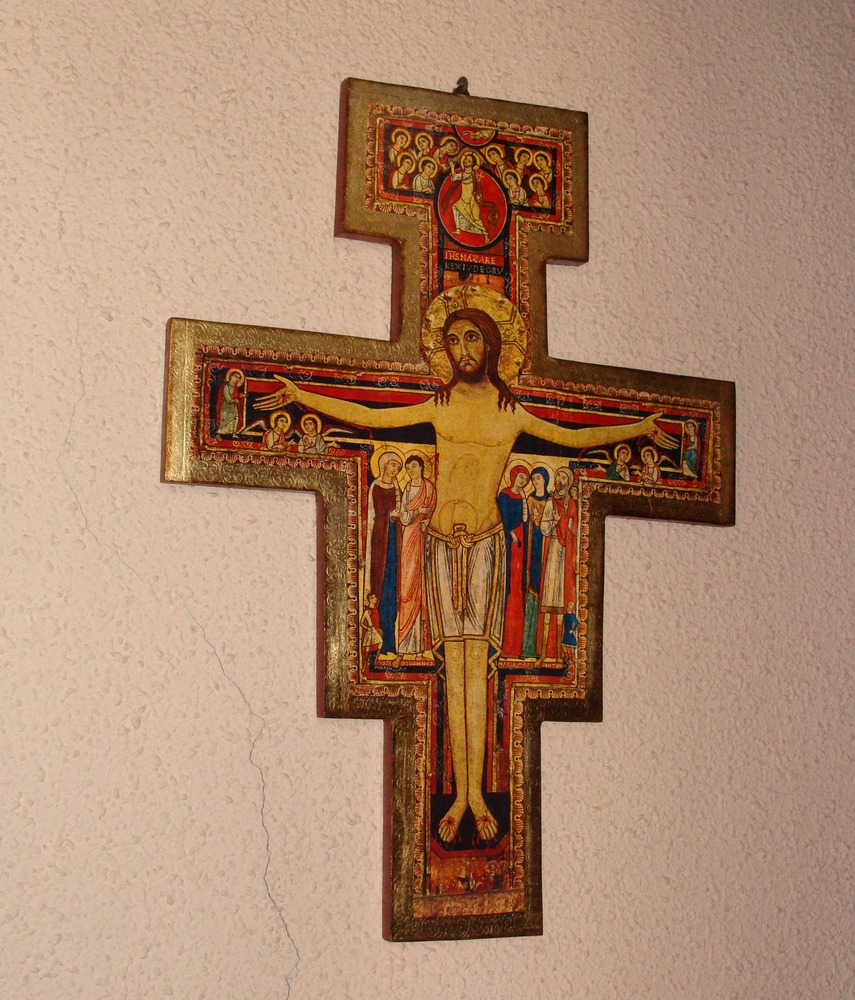
Le crucifix de saint Damien.
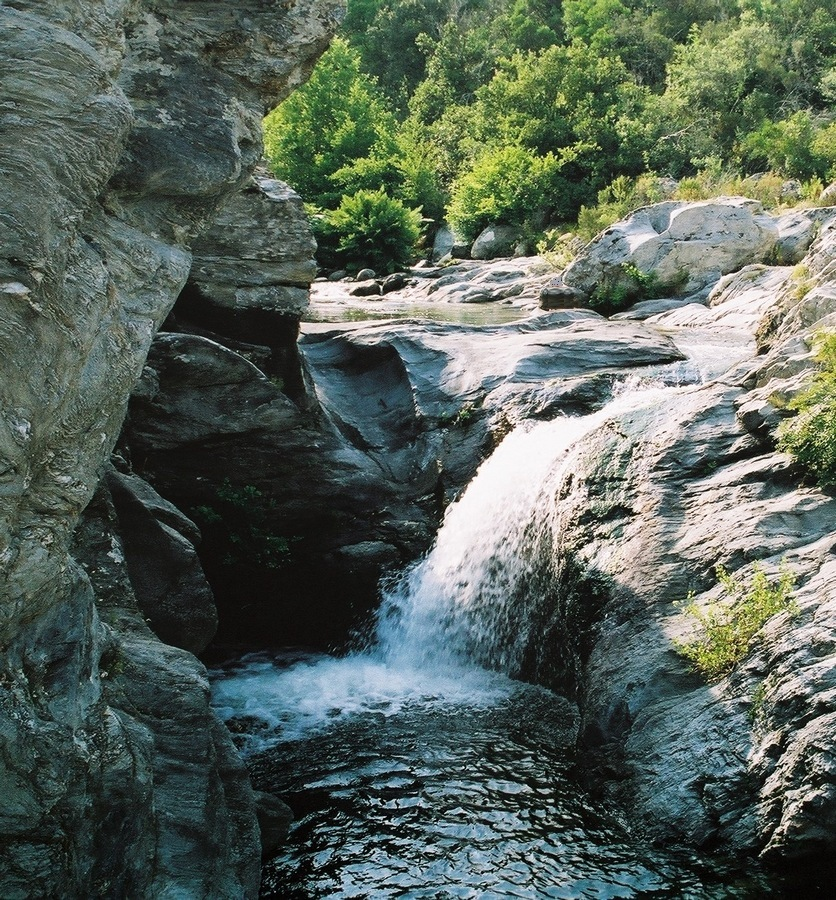
La chute du Trou du diable

### Principaux sommets
- Punta Ciccia, 1683 mètres (sur la limite des communes de Poggio et Isolaccio)
- Punta Bronco, 1617 mètres, et Kyrie Eleison, 1535 mètres (sur la limite des communes de Poggio et Ghisoni)
- Punta d'Uccellu, 1055 m (sur la limite des communes de Poggio et Lugo)

## Personnalités liées à la commune
- Toussaint et Pierre Griffi, héros de la résistance en 1942 et 1943 par la mission secrète Pearl Harbour.
- Joseph Chiari (1911-1989), poète, écrivain, philosophe d'expression anglaise. Né à l'Aghjola, hameau de Poggio di Nazza (en partie), le 12 janvier 1911. Docteur ès Lettres, consul de France à Édimbourg et Southampton, maître de conférences aux universités de Manchester et de Londres, membre correspondant de l'Académie Européenne des Sciences, des Arts et des Lettres. Il est l'auteur d'une quarantaine de livres en anglais et de deux en français (essais, poésie, théâtre) : Comtempory French Poetry (1952), Corsica : Colombus's Isle (1960), Lights in the Distance (1971), Hier, c'est aujourd'hui : De la Corse à l'Écosse (1984), Le besoin d'Absolu (1990). Il fut l'ami de T. S. Eliot qui préfaça trois de ses recueils. Sa pièce de théâtre consacrée à Christophe Colomb, Corsica : Colombus's Isle (1960), connut un grand succès : il y défendait la thèse des origines corses du grand navigateur. Il décède à Nice le 15 mars 1989[11].
- Jean-Marie Colombani[réf. nécessaire], directeur du journal le Monde de 1994 à 2007.
- Jean Ortusi, polytechnicien (promotion 1937), docteur en sciences physiques et mathématiques appliquées[12], fondateur et ancien directeur de Thomson CSF-Airsys (maintenant Thales) aux côtés de Maurice Ponte et Georges Naday, fellow IEEE , enseignant et président d'une chaire en physique au California Institute of Technology (CalTech), auteur de plusieurs ouvrages sur les mathématiques appliquées à l'électronique[13]. Jean Ortusi a été décoré de la Médaille du Mérite pour plusieurs actions d'évasion des camps allemands pendant la Seconde Guerre mondiale. Il est inventeur de plusieurs brevets internationaux et américains sur la transmission d'ondes électromagnétiques[14].